# Svitávka (hrad)
Hrad Svitávka zvaný též jako Hradisko, leží na kopci severně nad městečkem Svitávka v okrese Blansko.
Osamocený kopec, na němž stojí drobná kaplička, přitahoval lidi už v pravěku. K prvnímu středověkému osídlení došlo již na přelomu 11. a 12. století, kdy zde bylo vybudováno hradiště na ochranu křižovatky Trstenické stezky, která vedla z Brna na sever do Čech a Hvozdecké stezky, která vedla do Jevíčka a dále do Olomouce. Hradiště bylo jednak důležitým vojenským bodem, jednak se zde vybíralo mýto. Král Vladislav II. roku 1169 daroval Svitávku Hradišťskému klášteru u Olomouce. Význam Svitávky v 13. století poklesl a původní hradiště zaniklo.
Dle poznatků o této lokalitě se uvádí, že zde bylo pravděpodobně již za husitských válek postaveno husitské opevnění. Jiné prameny hovoří, že hrádek zde po roce 1446 nechal zbudovat Vaněk z Boskovic, ten měl pak zaniknout za česko-uherských válek. Na počátku 16. století byl na kopci Hradisko vystavěn kostelík, který zanikl, ale v polovině 19. století zde byla zbudována kaple, která kolem roku 1958, po zasažení bleskem, zpustla.

## Fotogalerie

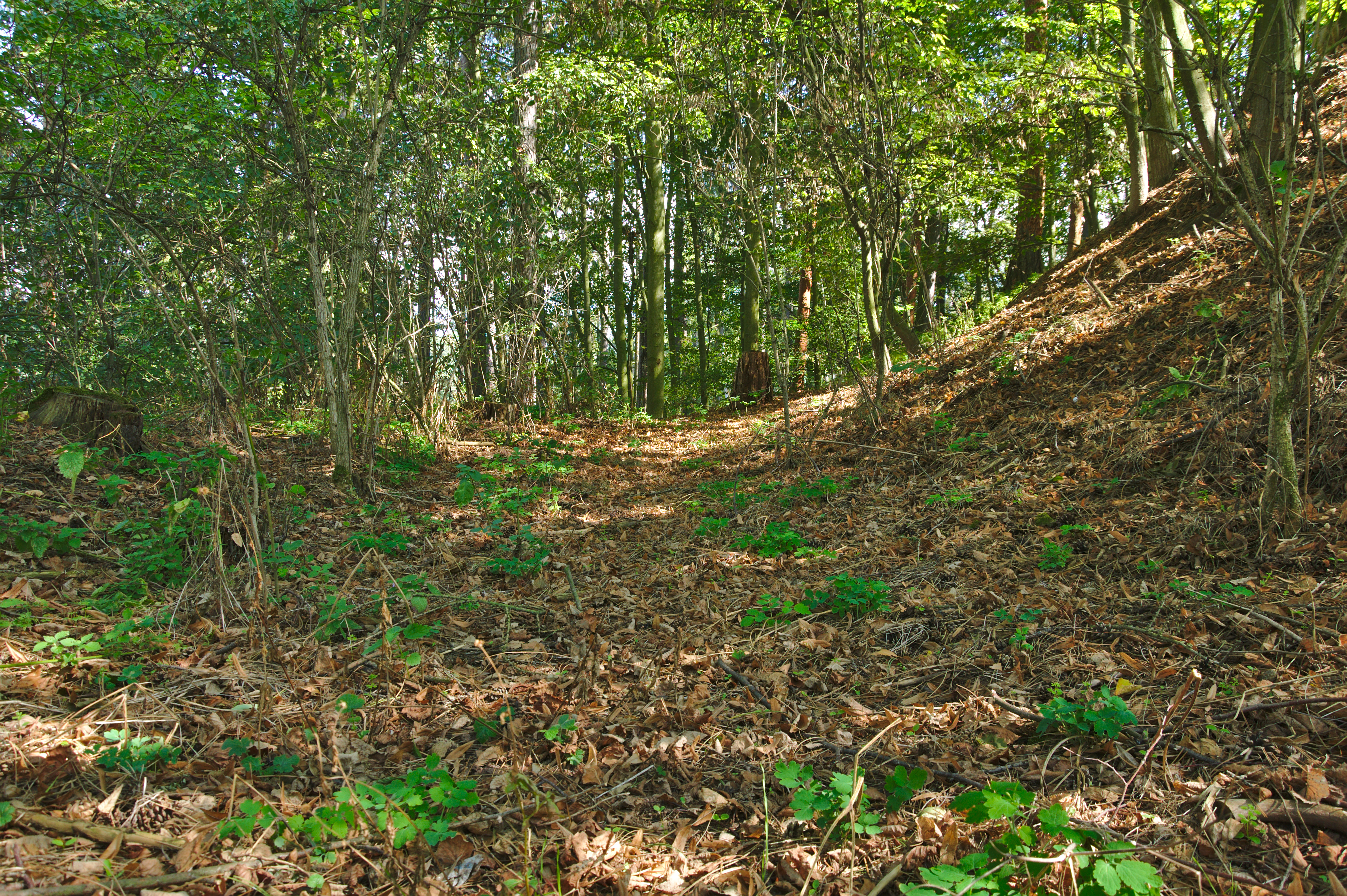
Hradní příkop
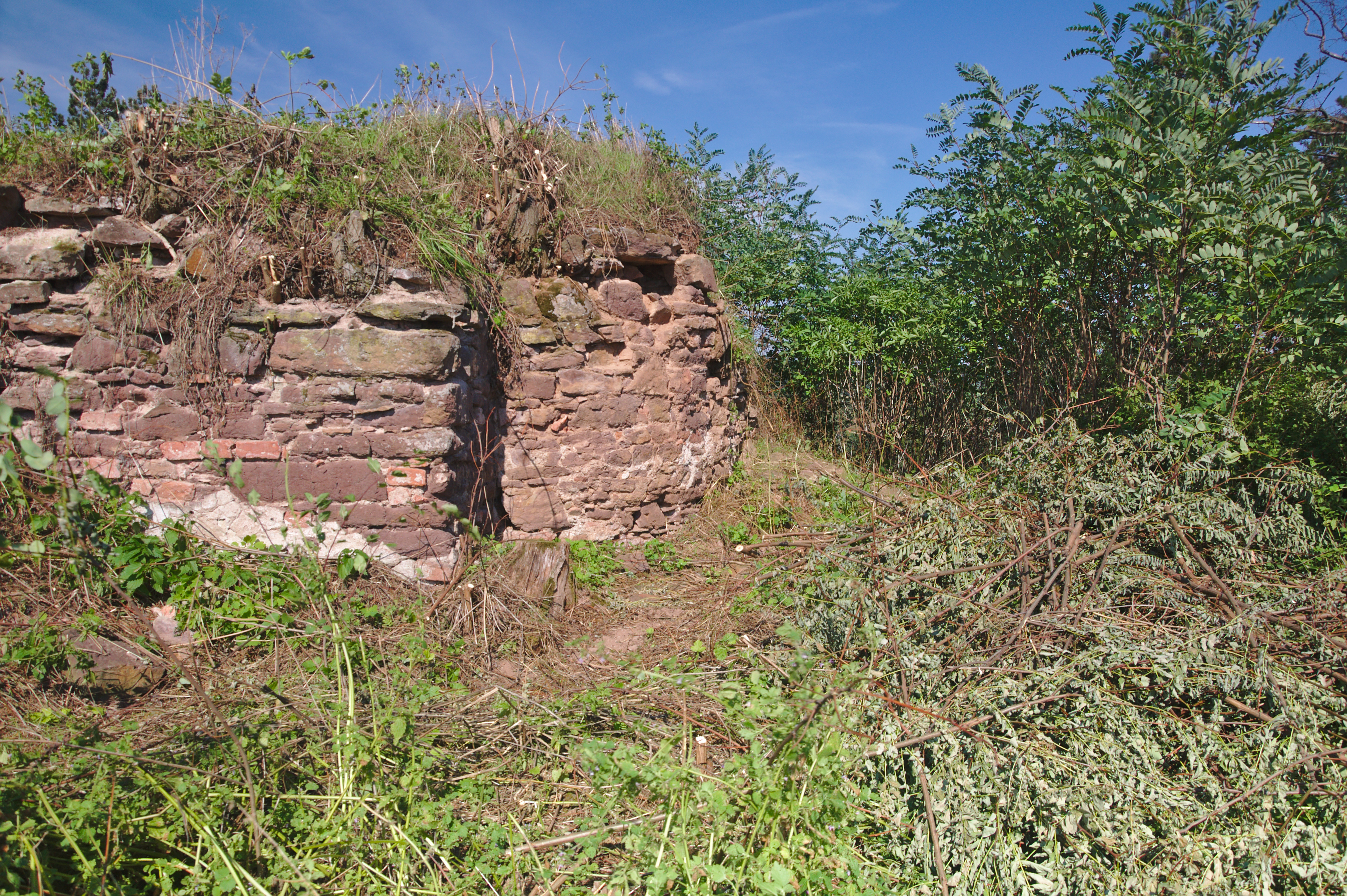
Zbytky stavby
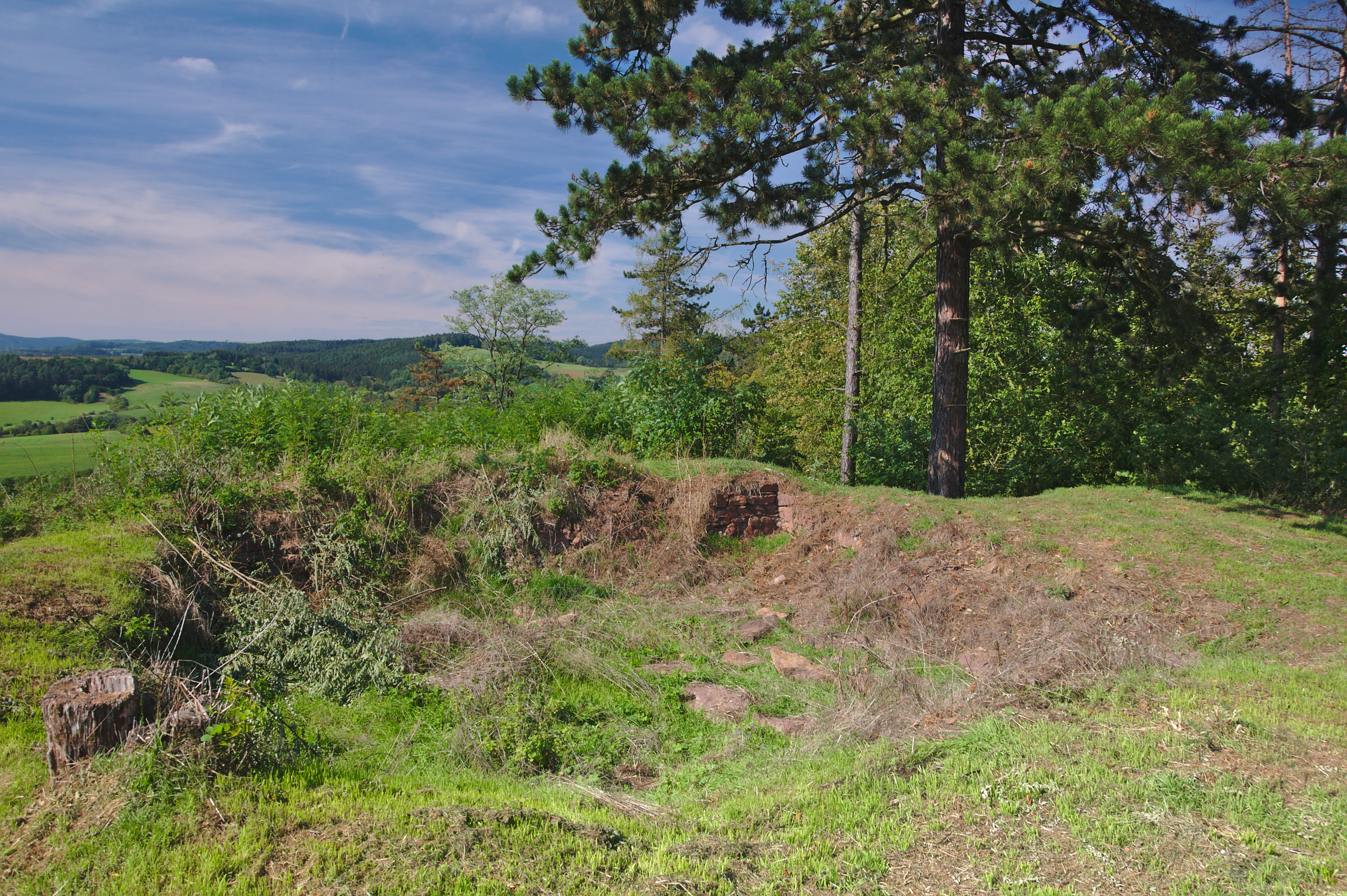
Zbytky stavby
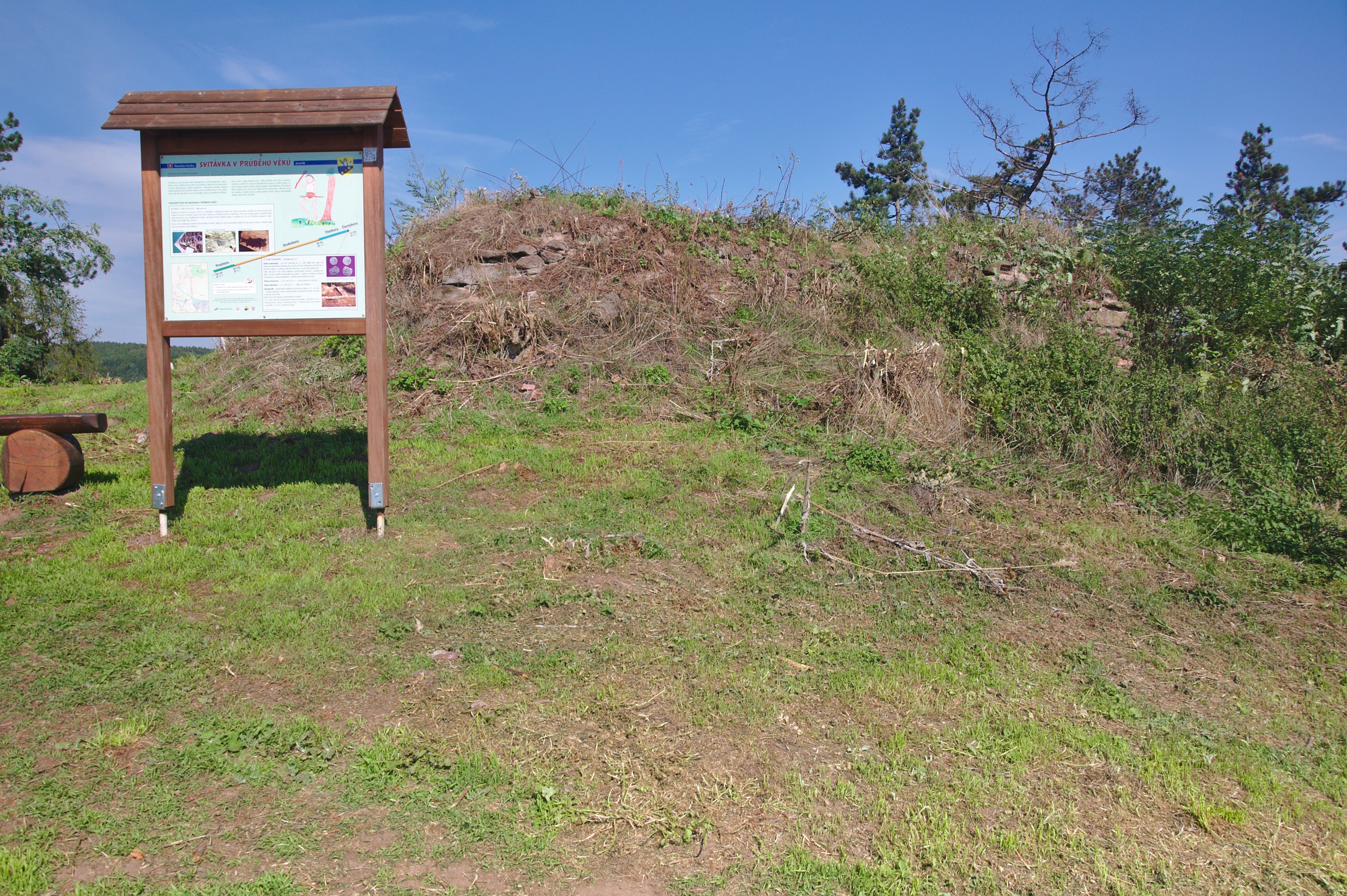
Informační tabule na vrcholu
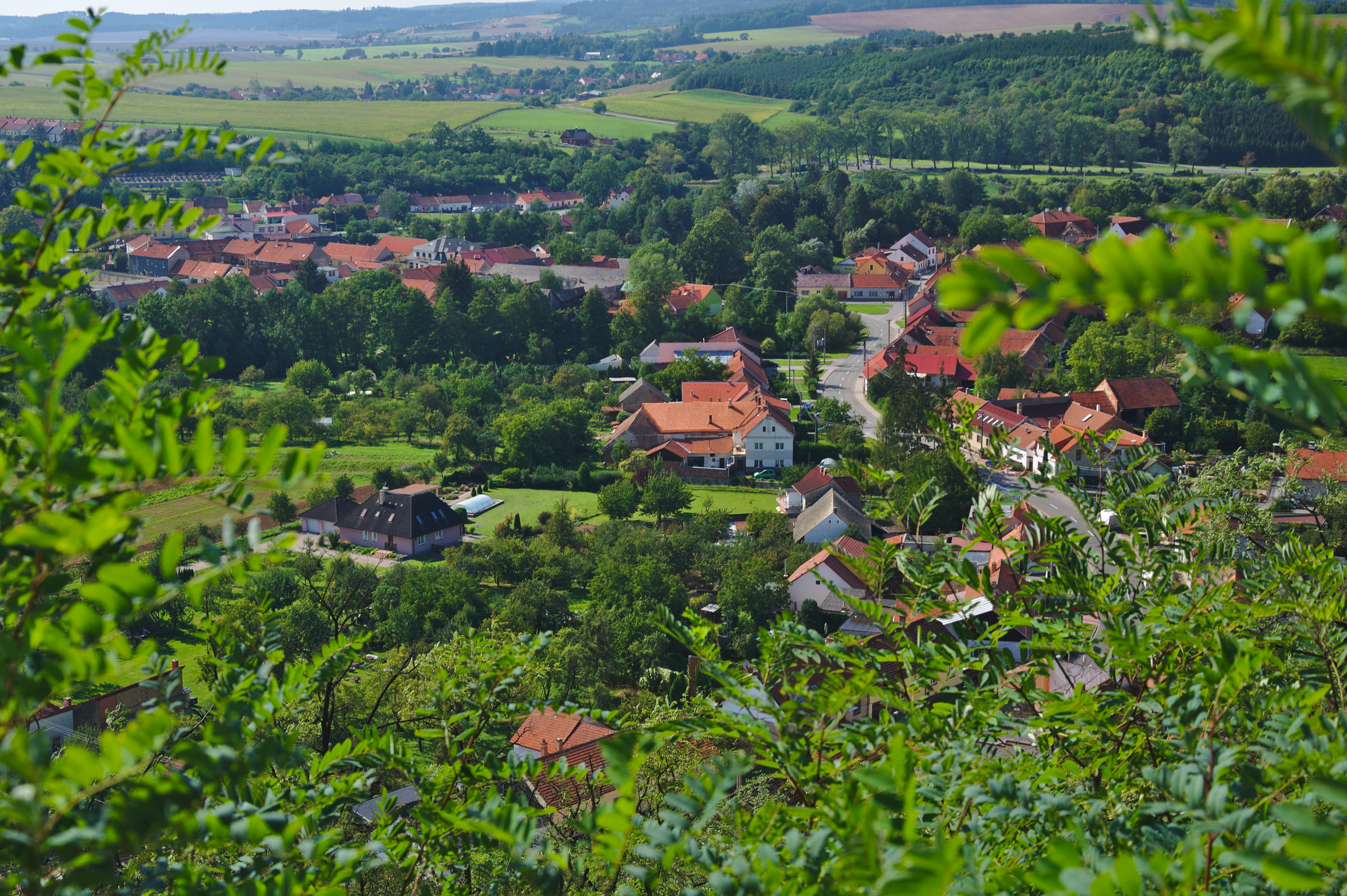
Pohled na Svitávku z hradu
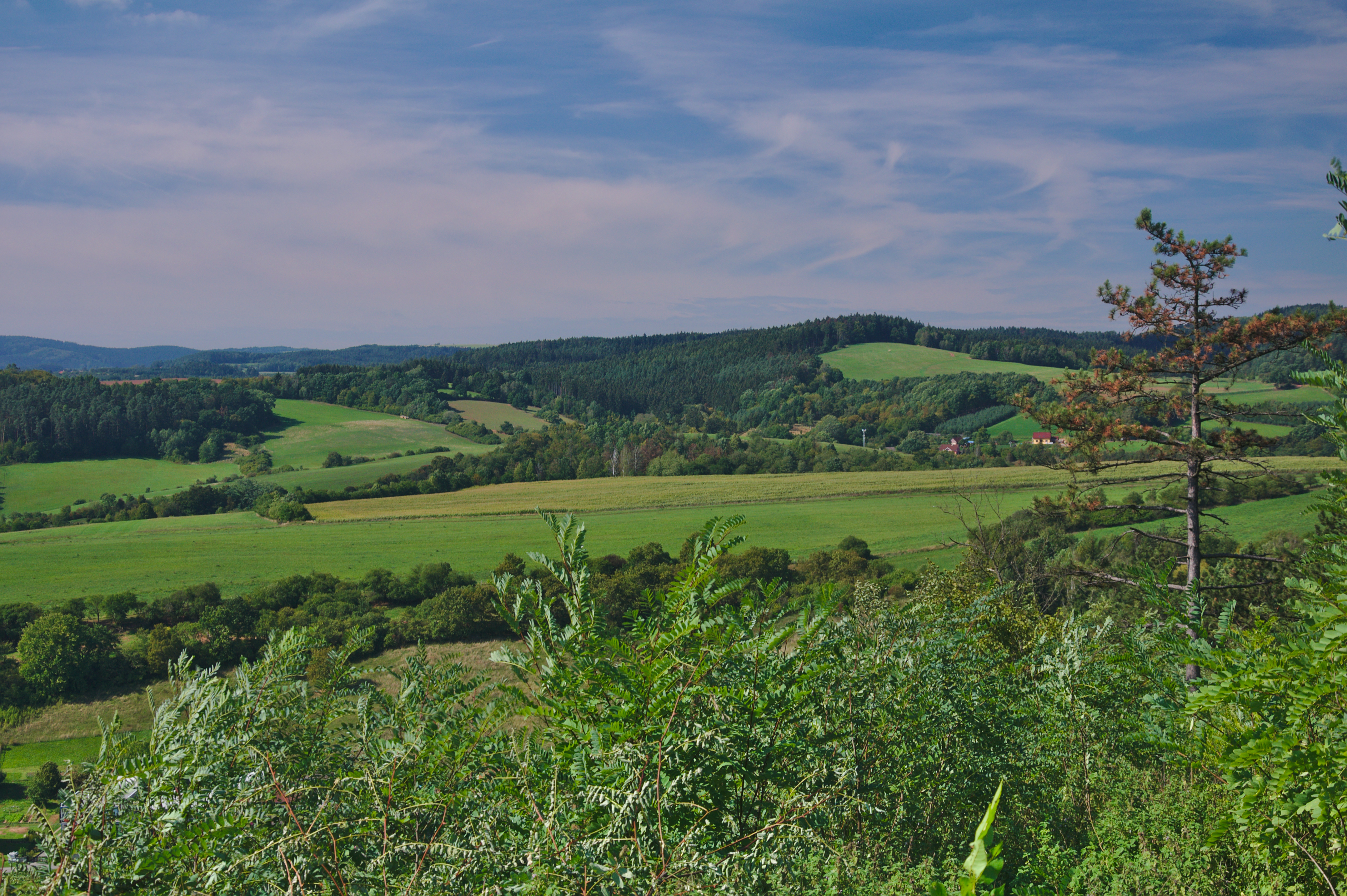
Pohled na západ z hradu
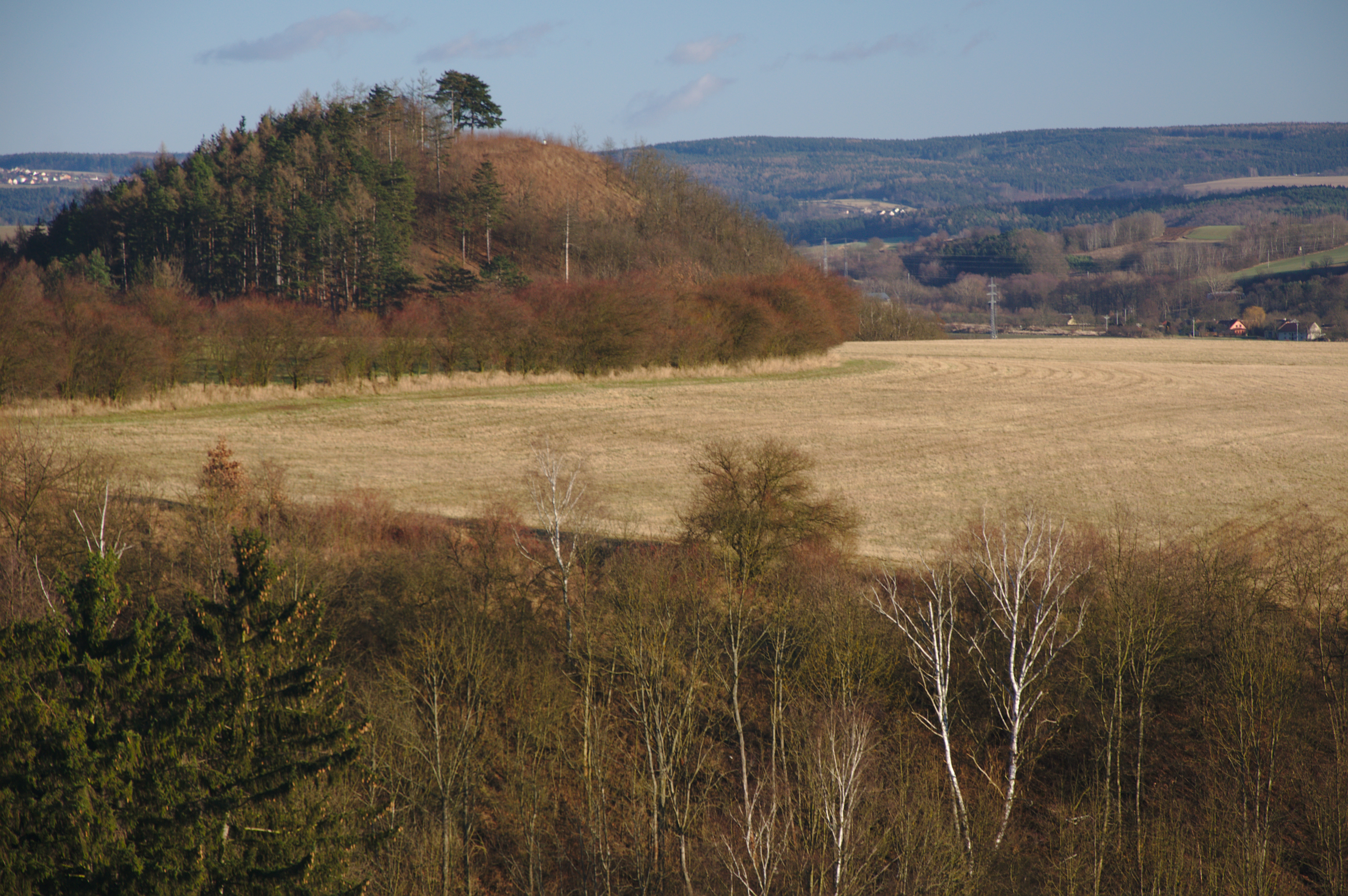
Kopec Hradisko od západu